# Franco de Vita
Franco Atilio de Vita de Vito (Caracas, 23 de janeiro de 1954) é um cantor, compositor e músico ítalo-venezuelano. Ele vendeu mais de 25 milhões de álbuns em todo o mundo, alcançando 11 top 10 e um número 1 na parada Hot Latin Songs da Billboard. Sua carreira artística foi reconhecida com diversos prêmios, incluindo dois Grammy Latinos de melhor álbum vocal pop masculino e melhor videoclipe de formato longo, obtido em 2011 com seu disco En Primera Fila.

## Discografia
- Franco De Vita (1984)
- Fantasía (1986)
- Al Norte Del Sur (1988)
- Extranjero (1990)
- En Vivo Marzo 16 (1992)
- Voces a mi Alrededor (1993)
- Fuera de Este Mundo (1996)
- Nada Es Igual (1999)
- Segundas partes también son buenas (2002)
- Stop (2004)
- Stop + Algo Más (2005)
- Mil y Una Historias En Vivo (2006)
- Simplemente La Verdad (2008)
- En Primera Fila (2011)
- Vuelve en Primera Fila (2013)
- Libre (2016)

Outros idiomas
- 1993 Straniero (em italiano)
- 1993 Isto é America (em português)[3]